# Achille Testelin
Achille Testelin, né le 6 janvier 1814 à Lille (Nord) et mort le 21 août 1891 à Paris
(Seine) est un homme politique français.

## Biographie
Il sert d'abord comme chirurgien militaire, puis se fait recevoir docteur à Paris en 1837, et exerce sa profession dans sa ville natale. Républicain militant sous le règne de Louis-Philippe, et lié avec Charles Delescluze, il est nommé, après février 1848, commissaire de la République dans le Nord, devint conseiller général, et est élu en 1849, comme candidat du parti républicain avancé à l'Assemblée législative dans ce département. Il prend place à gauche, dans les rangs de la minorité démocratique, et vote avec la Montagne. Il combat énergiquement la politique de l'Élysée, proteste contre le coup d'État du 2 décembre 1851, et est alors expulsé de France. Réfugié à Bruxelles, il s'y établit comme médecin, rentre à Lille à l'amnistie de 1859, reprend l'exercice de sa profession, collabore aux journaux de l'opposition, et est réélu conseiller général du Nord en 1867.
Nommé, le 6 septembre 1870, préfet du Nord, puis, le 30 septembre, commissaire de la Défense nationale dans les départements de l'Aisne, du Nord, du Pas-de-Calais et de la Somme, il déploie dans ce poste de réelles qualités administratives et seconde utilement les opérations militaires du général Faidherbe. Pendant la Commune, le gouvernement de Adolphe Thiers utilise les anciennes relations de Testelin avec Delescluze pour essayer de détacher ce dernier du parti communaliste ; Testelin échoue dans cette mission, dont il est question à l'Assemblée lors de la vérification des pouvoirs du nouveau représentant du Nord ; en effet, après avoir échoué, le 8 février 1871, Testelin est élu, le 2 juillet suivant, représentant du Nord, en remplacement de Thiers optant pour la Seine. Il s'inscrit au groupe de l'Union républicaine et prend plusieurs fois la parole à l'Assemblée : la vivacité de ses discours et surtout de ses Interruptions provoque parfois d'orageux incidents.

Le 15 décembre 1875, il est élu sénateur inamovible par l'Assemblée nationale. Il suit à la Chambre haute la même ligne politique que précédemment, et parait encore plusieurs fois a la tribune, où il continue de se distinguer par l'ardeur de ses polémiques et de ses reparties. Adversaire du gouvernement du 16 mai, il se prononce contre la dissolution de la Chambre des députés, prend une part active aux mesures de résistance prises par les gauches sénatoriales, repoussa l'ordre du jour Kerdrel, et soutint le cabinet Dufaure,. Après son décès, il est remplacé au Sénat par Marius Thévenet.

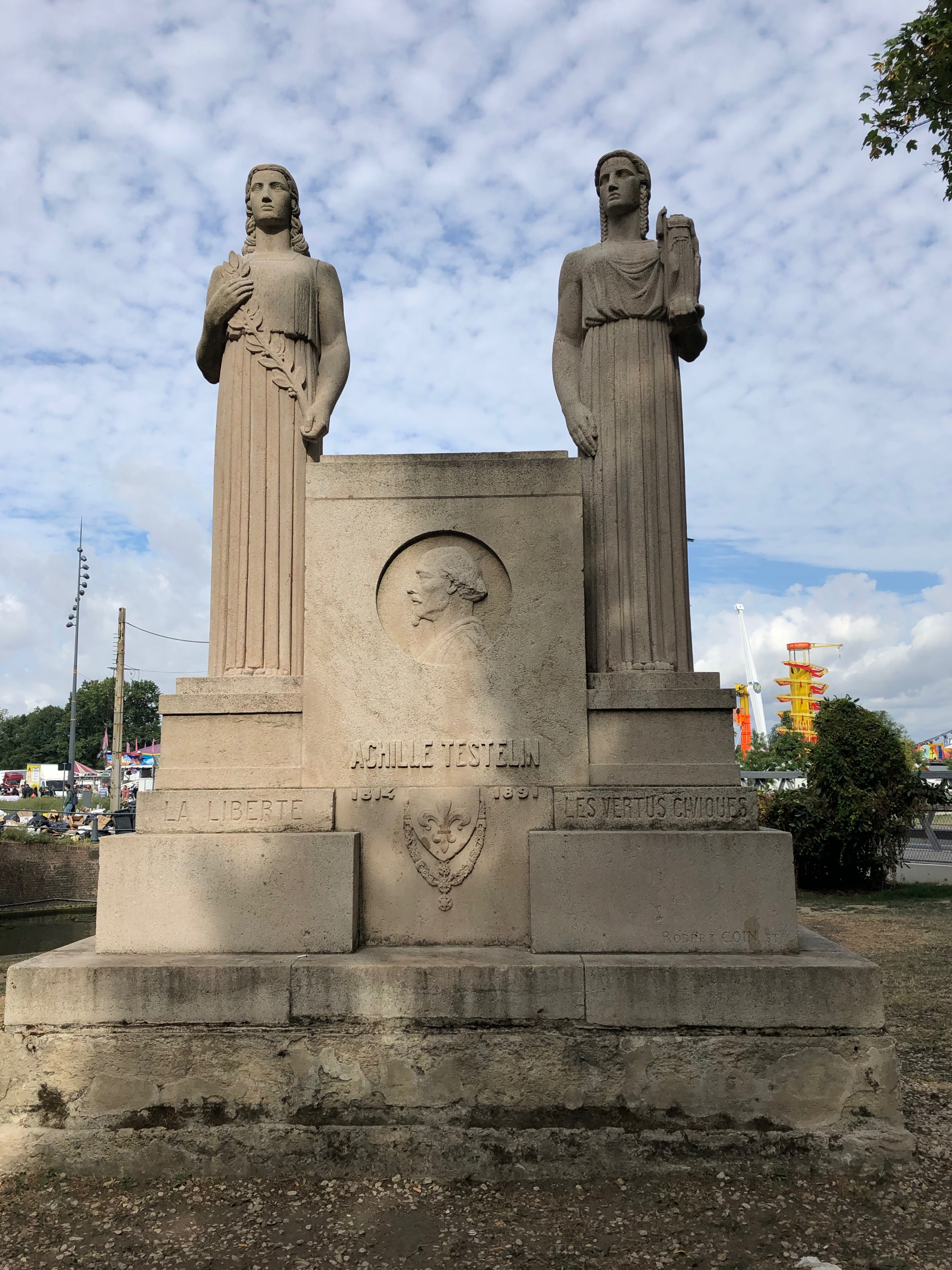
Monument érigé à Lille, le 13 octobre 1933 Sculpteur : Robert Coin ; architecte : Emile Debuisson, situé en bordure du canal de l'Esplanade, près du pont Ramponneau.
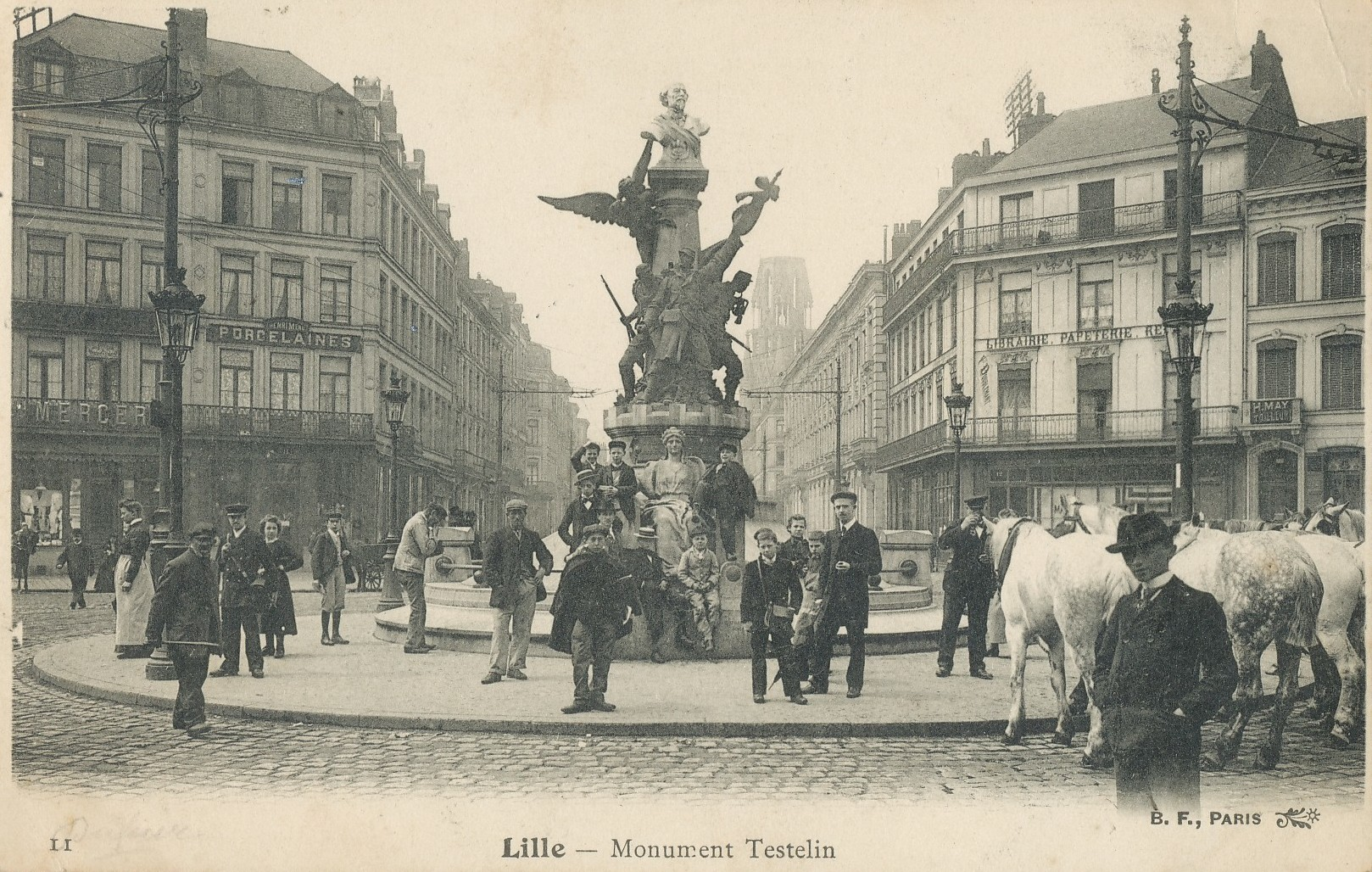
Monument antérieur détruit par les Allemands en 1917, Place de Strasbourg